# Total War: Arena
Total War: Arena este un joc video de strategie dezvoltat în prezent (2013) de Creative Assembly. Potrivit dezvoltatorilor, Arena este un joc ce va îmbina elementele întâlnite în jocurile MOBA (Multiplayer online battle arena) cu cele specifice strategiilor în timp real. La fel ca în majoritatea titlurilor MOBA, două echipe de câte cinci jucători se vor înfrunta pentru supremație. Însă în Total War: Arena fiecare participant la bătălie vă controla trei unități, iar acțiunea nu va fi limitată la o anumită perioadă istorică, așa că e posibil să vedeți înfruntări între armatele lui Napoleon și cele ale Imperiului Roman.
Arena le va permite jucătorilor să aleaga dintre cei mai mari comandanți de armate din istorie și sa-i întoarcă unul împotriva celuilalt.